# 格什姆

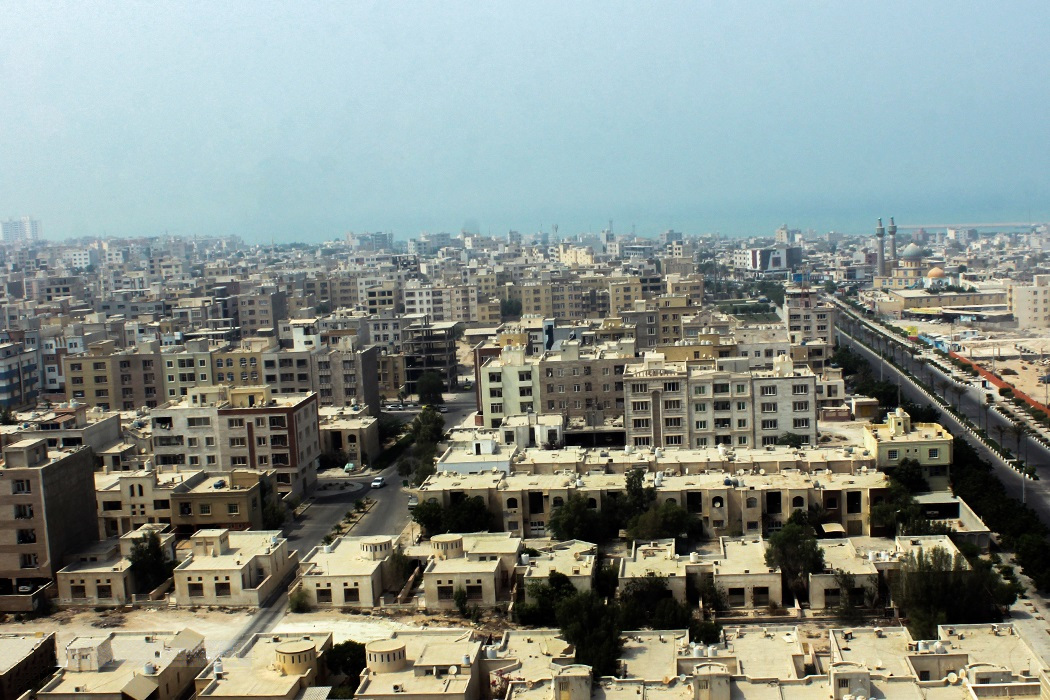

格什姆是伊朗的城市，位於該國南部，由霍爾木茲甘省負責管轄，距離首府阿巴斯港23公里，處於首都德黑蘭東南1,070公里，市內有機場設施，2006年人口24,461。